# Deutsches Institut für Normung

Logo-ul DIN

Deutsches Institut für Normung (DIN), Institutul German de Standardizare, este organizația germană pentru standardizare. A fost fondată în anul 1917 ca Normenausschuß der Deutschen Industrie (NADI), apoi redenumită în 1926 sub numele de Deutscher Normenausschuß (Comitetul German pentru Standardizare). În 1951 a devenit membru al Organizația Internațională de Standardizare (ISO). 
În 1975 a fost redenumită Deutsches Institut für Normung și recunoscută de către guvernul german ca organism de standarde naționale și reprezintă interesele germane la nivel internațional și european. Sediul actual este în Berlin.

În prezent, există un număr de aproximativ 30 000 norme DIN, care acoperă aproape orice domeniu al tehnologiei.

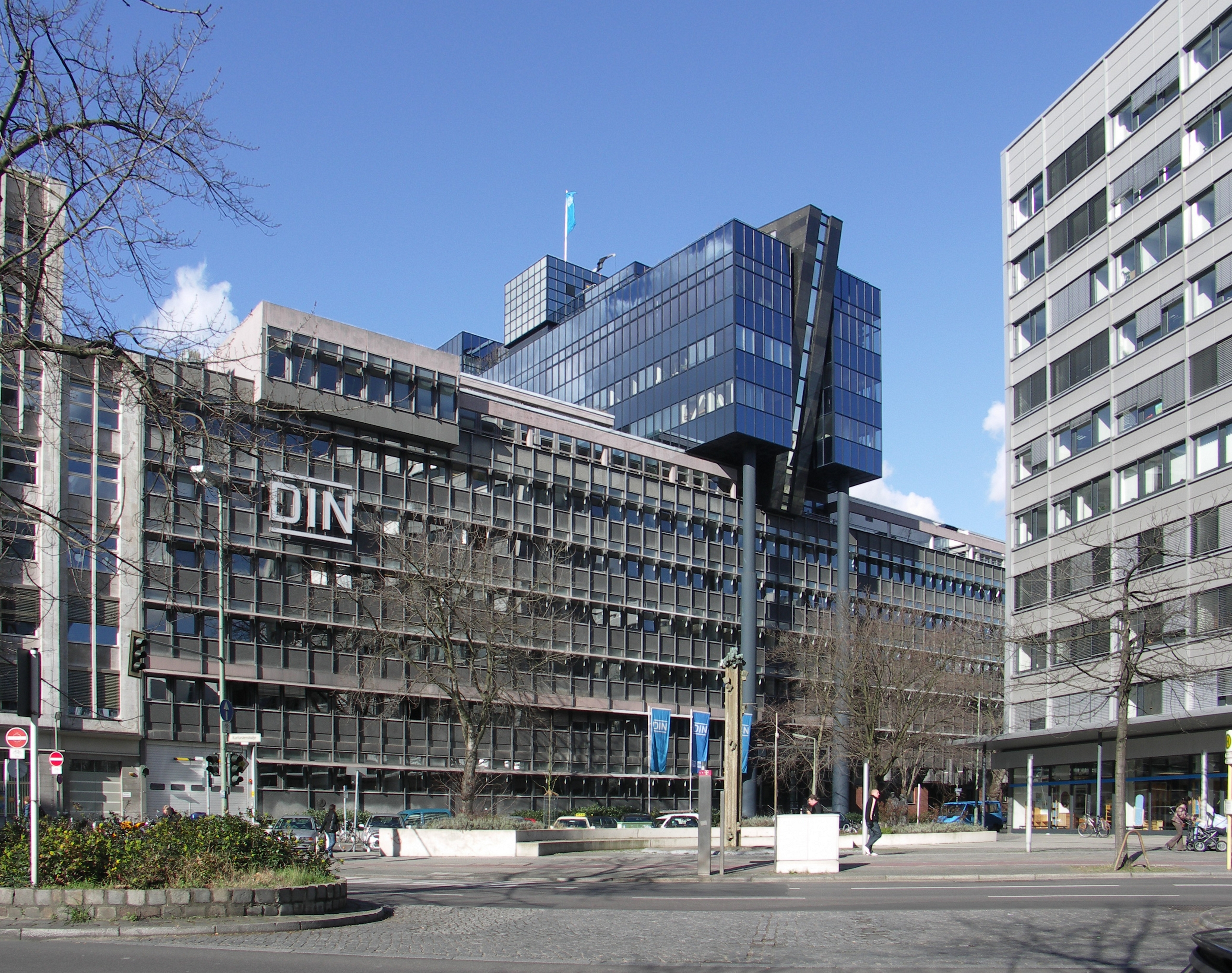
Sediul Deutsches Institut für Normung din Berlin

Unul dintre primele standarde DIN și printre cele mai cunoscute este DIN 476, adoptat ca normă ISO 216, care specifică mărimile formatelor de hârtie folosite de majoritatea țărilor. 
Normele DIN sunt desemnate de simbolul de origine și un număr:
- DIN #: este utilizat pentru standarde germane
- DIN EN #: este utilizat pentru ediția germană a standardelor europene adoptate
- DIN ISO #: este utilizat pentru ediția germană a standardelor ISO
- DIN EN ISO #: este folosit în cazul în care standardul ISO a fost, de asemenea, adoptat ca un standard european. [1]